# Чубек (село)
Чубе́к (тадж. Чубек) — село у складі Хатлонської області Таджикистану. Входить до складу Чубецького джамоату району імені Мір Саїда Алії Хамадоні.
Населення — 1973 особи (2010; 2633 в 2009).